# Lista de primeiros-ministros da Islândia
O Primeiro-ministro da Islândia (islandês: Forsætisráðherra Íslands) é o chefe de governo da República da Islândia. De acordo com a constituição da Islândia, o primeiro-ministro é nomeado pelo Presidente e exerce o poder executivo. A atual primeira-ministra é Kristrún Frostadóttir que sucedeu Bjarni Benediktsson em 2024.

## Primeiros-ministros daIslândiacom autonomia (1904-1917)
| Nome             | Início do governo      | Fim do governo       | Partido      |
| Hannes Hafstein  | 1 de fevereiro de 1904 | 31 de março de 1909  | HP           |
| Björn Jónsson    | 31 de março de 1909    | 14 de março de 1911  | OIP          |
| Kristján Jónsson | 14 de março de 1911    | 24 de julho de 1912  | Independente |
| Hannes Hafstein  | 24 de julho de 1912    | 21 de julho de 1914  | UP           |
| Sigurður Eggerz  | 21 de julho de 1914    | 4 de maio de 1915    | OIP          |
| Einar Arnórsson  | 4 de maio de 1915      | 4 de janeiro de 1917 | OIP langsum  |

## Primeiros-ministros da Islândia (1917-presente)
| Nome                          | Início do governo      | Fim do governo         | Partido      |
| Jón Magnússon                 | 4 de janeiro de 1917   | 7 de março de 1922     | HP           |
| Sigurður Eggerz               | 7 de março de 1922     | 22 de março de 1924    | OIP          |
| Jón Magnússon                 | 22 de março de 1924    | 23 de junho de 1926    | CP           |
| Magnús Guðmundsson (interino) | 23 de junho de 1926    | 8 de julho de 1926     | CP           |
| Jón Þorláksson                | 8 de julho de 1926     | 28 de agosto de 1927   | CP           |
| Tryggvi Þórhallsson           | 28 de agosto de 1927   | 3 de junho de 1932     | PP           |
| Ásgeir Ásgeirsson             | 3 de junho de 1932     | 28 de julho de 1934    | PP           |
| Hermann Jónasson              | 28 de julho de 1934    | 16 de maio de 1942     | PP           |
| Ólafur Thors                  | 16 de maio de 1942     | 16 de dezembro de 1942 | IP           |
| Björn Þórðarson               | 16 de dezembro de 1942 | 21 de outubro de 1944  | Independente |
| Ólafur Thors                  | 21 de outubro de 1944  | 4 de fevereiro de 1947 | IP           |
| Stefán Jóhann Stefánsson      | 4 de fevereiro de 1947 | 6 de dezembro de 1949  | SD           |
| Ólafur Thors                  | 6 de dezembro de 1949  | 14 de março de 1950    | IP           |
| Steingrímur Steinþórsson      | 14 de março de 1950    | 11 de setembro de 1953 | PP           |
| Ólafur Thors                  | 11 de setembro de 1953 | 24 de julho de 1956    | IP           |
| Hermann Jónasson              | 24 de julho de 1956    | 23 de dezembro de 1958 | PP           |
| Emil Jónsson                  | 23 de dezembro de 1958 | 20 de novembro de 1959 | SD           |
| Ólafur Thors                  | 20 de novembro de 1959 | 14 de novembro de 1963 | IP           |
| Bjarni Benediktsson           | 14 de novembro de 1963 | 10 de julho de 1970    | IP           |
| Jóhann Hafstein               | 10 de julho de 1970    | 14 de julho de 1971    | IP           |
| Ólafur Jóhannesson            | 14 de julho de 1971    | 28 de agosto de 1974   | IP           |
| Geir Hallgrímsson             | 28 de agosto de 1974   | 1 de setembro de 1978  | IP           |
| Ólafur Jóhannesson            | 1 de setembro de 1978  | 15 de outubro de 1979  | IP           |
| Benedikt Gröndal              | 15 de outubro de 1979  | 8 de fevereiro de 1980 | SD           |
| Gunnar Thoroddsen             | 8 de fevereiro de 1980 | 26 de maio de 1983     | IP           |
| Steingrímur Hermannsson       | 26 de maio de 1983     | 8 de julho de 1987     | PP           |
| Þorsteinn Pálsson             | 8 de julho de 1987     | 28 de setembro de 1988 | IP           |
| Steingrímur Hermannsson       | 28 de setembro de 1988 | 30 de abril de 1991    | PP           |
| Davíð Oddsson                 | 30 de abril de 1991    | 15 de setembro de 2004 | IP           |
| Halldór Ásgrímsson            | 15 de setembro de 2004 | 15 de junho de 2006    | PP           |
| Geir Haarde                   | 15 de junho de 2006    | 1 de fevereiro de 2009 | IP           |
| Jóhanna Sigurðardóttir        | 1 de fevereiro de 2009 | 23 de maio de 2013     | SD           |
| Sigmundur Davíð Gunnlaugsson  | 23 de maio de 2013     | 7 de abril de 2016     | PP           |
| Sigurdur Ingi Jóhannsson      | 7 de abril de 2016     | 11 de janeiro de 2017  | PP           |
| Bjarni Benediktsson           | 11 de janeiro de 2017  | 30 de novembro de 2017 | IP           |
| Katrín Jakobsdóttir           | 30 de novembro de 2017 | 9 de abril de 2024     | LGM          |
| Bjarni Benediktsson           | 9 de abril de 2024     | 21 de dezembro de 2024 | IP           |
| Kristrún Frostadóttir         | 21 de dezembro de 2024 | presente               | SD           |

## Abreviaturas
- CiP: Partido do Cidadão (Borgaraflokkurinn). Extinto.
- CP: Partido Conservador (Íhaldsflokkurinn). Extinto.
- HP: Partido Monárquico Local (Heimastjórnarflokkurinn). Extinto.
- IP: Partido da Indepedência (Sjálfstæðisflokkurinn).
- LL: Associação dos Liberais e Esquerdistas (Samtök frjálslyndra og vinstri manna). Extinto.
- OIP: Partido Velho da Independência . Extinto.
- PA: A Aliança do Povo (Alþýðubandalagið). Extinto.
- PP: Partido Progressista (Framsóknarflokkurinn).
- SD: Social Democratas (Alþýðuflokkurinn). Extinto.
- SP: Partido Socialista (Sósíalistaflokkurinn). Extinto.
- UP: Partido da União (Sambandsflokkurinn). Extinto.
- LGM: Movimento Esquerdo-Verde (hreyfingin de Vinstri - framboð do grænt).

Com exceção de apenas dois partidos acima todos os outros estão extintos. Além do Partido da Independência e do Partido Progressista, os seguintes partidos possuem assento no parlamento: A união dos leftists (Samfylkingin, na maior parte antigos democratas sociais ), do movimento Esquerdo-Verde (hreyfingin de Vinstri - framboð do grænt, na maior parte antigos socialistas) e do partido liberal (flokkurinn de Frjálslyndi, uma cisão do partido da independência).